# Хей, поле широко
«Хей, поле широко» — болгарская партизанская песня времён Второй мировой войны. Пользовалась популярностью не только у болгарских, но и у югославских партизан. Текст песни впервые был опубликован в сборнике «Песни болгарского рабочего движения 1891—1944». По одной из версий, автором текста песни является театральный режиссёр Лена Ченчева.
Первая официальная запись песни состоялась в 1958 году в аранжировке композитора Христо Тодорова. Одна из наиболее известных исполнительниц этой песни — Гюрга Пинджурова.
Композитор Эдуард Колмановский, посетивший в 1962 году Болгарию и увидевший памятник советским солдатам «Алёша» в Пловдиве, поделился впечатлениями от увиденного памятника с поэтом Константином Ваншенкиным. Вашенкин под влиянием этих впечатлений написал стихотворение «Алёша», а всё тот же Колмановский положил стихи на музыку, при написании которой использовал именно мотив песни «Хей, поле широко», которую услышал во время своей первой поездки в Болгарию.
В СССР в 1984 году была издана партитура к песне «Хей, поле широко» в составе сборника «Песни дружбы СССР-НРБ для голоса и хора в сопровождении фортепиано и без сопровождения».

## Текст
Хей, поле широко,

широко, зелено, хей,

и Балкан ти роден,

хей, Балкан ти наш,

колко мъки знаеш,

колко тайни криеш,

хей, Балкан ти роден наш!

Във полята родни

момък славен се явил

от Балкана слезнал

с пушка във ръка -

командир на отряд

славен партизански,

хей, Балкан ти роден наш!

След него момците

със развени знамена

завземат в страната

градове, села.

Песен за свобода

пее днес народа,

хей, Балкан ти роден наш!